# Yekkeh Pesteh
Yekkeh Pesteh (persiska: یکه پسته) är en ort i Iran.   Den ligger i provinsen Khorasan, i den nordöstra delen av landet, 800 km öster om huvudstaden Teheran. Yekkeh Pesteh ligger 1 332 meter över havet och antalet invånare är 655.
Terrängen runt Yekkeh Pesteh är kuperad åt nordväst, men åt sydost är den platt. Runt Yekkeh Pesteh är det ganska tätbefolkat, med 93 invånare per kvadratkilometer. Närmaste större samhälle är Almejūq-e Soflá, 13,4 km söder om Yekkeh Pesteh. Omgivningarna runt Yekkeh Pesteh är i huvudsak ett öppet busklandskap.